# Adonía Steryíou
Adonía (Antonia) Steryíou (parfois Stergiou) (en grec moderne : Αντωνία Στεργίου, née le 7 juillet 1985 à Saranda en République populaire socialiste d'Albanie) est une athlète grecque, spécialiste du saut en hauteur.

## Biographie
Sa meilleure performance est de 1,97 m, réalisée au Stade olympique d'Athènes en juin 2008, et elle a remporté la médaille de bronze aux Jeux méditerranéens 2009, pour ensuite remporter la même médaille, derrière Burcu Ayhan, lors des Jeux méditerranéens 2013 à Mersin.

## Palmarès
| Date | Compétition                       | Lieu      | Résultat | Marque |
| ---- | --------------------------------- | --------- | -------- | ------ |
| 2004 | Championnats du monde juniors     | Grosseto  | 7e       | 1,84 m |
| 2007 | Championnats d'Europe espoirs     | Debrecen  | 2e       | 1,92 m |
| 2007 | Championnats du monde             | Osaka     | qual.    | 1,88 m |
| 2008 | Jeux olympiques                   | Pékin     | qual.    | 1,85 m |
| 2009 | Championnats d'Europe en salle    | Turin     | qual.    | 1,85 m |
| 2009 | Championnats d'Europe par équipes | Leiria    | 6e       | 1,91 m |
| 2009 | Jeux méditerranéens               | Pescara   | 3e       | 1,89 m |
| 2009 | Championnats du monde             | Berlin    | qual.    | 1,92 m |
| 2010 | Championnats d'Europe par équipes | Bergen    | 7e       | 1,80 m |
| 2010 | Championnats d'Europe             | Barcelone | 8e       | 1,92 m |
| 2012 | Championnats d'Europe             | Helsinki  | 11e      | 1,80 m |
| 2012 | Jeux olympiques                   | Londres   | qual.    | 1,93 m |
| 2013 | Championnats d'Europe par équipes | Gateshead | 7e       | 1,85 m |
| 2013 | Universiade                       | Kazan     | 5e       | 1,87 m |
| 2013 | Jeux méditerranéens               | Mersin    | 3e       | 1,90 m |
| 2013 | Championnats du monde             | Moscou    | qual.    | 1,83 m |

## Records personnels
| Épreuve         | Épreuve      | Performance | Lieu            | Date                             |
| --------------- | ------------ | ----------- | --------------- | -------------------------------- |
| Saut en hauteur | En extérieur | 1,97 m      | Athènes         | 15 juin 2008                     |
| Saut en hauteur | En salle     | 1,91 m      | Patra Hustopece | 25 janvier 2014 1er février 2014 |